# روبي دينر
روبي دينر (بالإنجليزية: Ruby's Diner)‏ أو مطاعم روبي هي سلسلة مطاعم غير رسمية مقرها كاليفورنيا تأسست عام 1982. كان الموقع الأصلي كوخ طُعم مُحوّل في نهاية رصيف بالبوا في نيوبورت بيتش. صُممت المطاعم بأجواء مستوحاة من فترة الأربعينيات والخمسينيات من القرن العشرين. ومن عام 2024، توجد معظم المواقع في جنوب كاليفورنيا، ولكن هناك أيضًا مواقع في أتلانتيك سيتي، نيو جيرسي، وفي مطار هاري ريد الدولي . 

## تاريخه
افتتح أول مطعم روبي دينر في 7 ديسمبر 1982، في متجر طُعم مُعاد تحويله في نهاية رصيف بالبوا في نيوبورت بيتش، كاليفورنيا. في ذلك اليوم، عمل المؤسسان دوج كافاناغ و رالف كوزميدس في الشواية ومحطة الصراف وحصلا على إجمالي 63 دولار.  تم تسمية المطعم على اسم والدة كافانو، ويظهر صورتها في الشعار والمواد الإعلانية الأخرى؛ كما يتم وضع نسخة من صورة تخرجها من المدرسة الثانوية بجوار السجل في كل مكان.  
لا يزال مطعم روبيز الأصلي قائم في نهاية رصيف بالبوا. كان المطعم يشرف سابقًا على فروع أخرى على الرصيف في شاطئ هنتنغتون، وماليبو، وأوشينسايد، وسيل بيتش، ولكن هذه الفروع أُغلقت منذ ذلك الحين.
في العقد الثاني من القرن الحادي والعشرين، جرّب روبيز تحويل بعض فروعه، بما في ذلك كوستا ميسا، إلى مطعم سريع غير رسمي مستوحى من ستينيات القرن الماضي يُدعى "مطعم روبيز"، وهو تغيير تضمن الطلب عند الكاونتر بدلًا من الطاولة. وُصفت التجربة بالفشل، فعادت الفروع إلى شكلها الأصلي.
أعلن روبيز إفلاسه عام 2018، وقدّم له أحد أصحاب الامتياز مساهمة نقدية. رُفعت دعوى قضائية ضد كافانو وكوسميدز عام 2021 من قِبل أمين محكمة الإفلاس، الذي اتهمهما بإقراض أنفسهما أموالًا من روبيز واستغلال موظفي روبيز في مشاريع تجارية أخرى.

## مطاعم مماثلة
تم افتتاح سلسلة مماثلة، Holly's Diner، في مدينة تورز، فرنسا، في عام 2014 ولديها حاليًا 24 فرع في جميع أنحاء فرنسا.